# 크리스 니코스키
크리스토퍼 존 니코스키(영어: Christopher John Nitkowski, 1973년 3월 9일 ~ )는 미국의 전직 야구 선수이자 현재는 야구 해설위원이다. 메이저 리그 시절의 등록명은 이니셜 약자를 사용한 C.J. 니코스키이다. 대한민국에서는 SK 와이번스, 두산 베어스, 넥센 히어로즈에서 활약했다. KBO 리그에서는 거의 볼 수 없는, 3팀을 거친 외국인 선수이기도 하다.

## 메이저 리그시절
신시내티 레즈 산하 AA(더블A)에서 데뷔하였다. 그는 신시내티를 거쳐 디트로이트 타이거스, 휴스턴 애스트로스, 뉴욕 메츠, 뉴욕 양키스, 텍사스 레인저스, 애틀랜타 브레이브스, 워싱턴 내셔널스, 피츠버그 파이리츠까지 여러 팀을 거쳤다. 주로 MLB와 AAA를 자주 오갔는데, 메이저 리그 시절 그의 커리어 하이는 2000년 디트로이트 타이거스에 있을 시절로, 109.2이닝을 던졌고 4승 9패를 기록하였다. 메이저 리그에 있던 통산 전적은 10시즌 479이닝 동안 18승 32패 3세이브 방어율 5.37이다. 주로 원포인트 중간계투진으로 활동했다. 2005년 애틀랜타 브레이브스 시절에 공 1개로 승리투수가 된적이 있다.

## 일본 프로 야구시절
2007년부터 2008년까지 후쿠오카 소프트뱅크 호크스에서 원포인트 릴리프로 등판했고 85경기에 출장, 3승 5패 2세이브 평균자책점 3.99를 기록했다. 2007년 9월 7일 후쿠오카 돔에서 열렸던 오릭스전에 구원 등판하여 상대 타자 터피 로즈를 상대로 공 1개 던지고 병살타를 유도하며 이닝을 마쳤고 다음회 팀타선의 지원을 받으며 승리투수가 되면서 미국과 일본 각각 두 리그에서 역사상 처음으로 공 1개로 승리를 기록한 선수가 되었다. 이 날은 니코스키의 일본 무대 첫승이기도 하다.

## KBO 리그시절

### SK 와이번스시절
선발진으로 뛰고 싶다는 생각으로 KBO 리그에 진출하게 되었다. 2009년 SK 와이번스에 입단하여 1군 7경기에 등판하였다. 그러나 선발로는 1경기만 나오고 나머지는 모두 중간계투로 등판, 승리 없이 2패, 평균자책 6.75로 부진하여 2군에 머물다가 6월 21일에 웨이버 공시되었다.

### 두산 베어스시절
SK에서 방출된 이후 그는 일본을 여행하며 잠시 신변을 정리하고 있었다. 그 때 좌완 선발 투수가 필요하여 니코스키에게 관심을 두고 있었던 두산 베어스가 SK 와이번스에 계약 양도를 신청하여 곧바로 맷 왓슨의 대체 용병으로 두산 베어스로 이적했고 두산 베어스의 선발진에 합류하여 비로소 첫 승을 따 냈으며 승리를 대부분 한화 이글스전에서 기록하여 한화 이글스에는 강력한 천적으로 자리매김했다. 그러나 예전부터 주로 원포인트 및 중간계투로 뛰다가 선발로 전환한 탓에 선발로는 아직 익숙하지 않아 3회까지 투구수가 70개 가까이 되는 경기가 대부분이라는 단점이 있었다. 2009년 9월 13일 KIA 타이거즈전에서 비로소 초반에 급격하게 늘어나는 투구수를 극복하여 승리를 따 내기도 했다. 두산 베어스 합류 후 12경기에 더 나서고 2009년 정규 시즌을 4승 8패, 평균 자책 3.78로 마무리했다. 완전한 선발 전업 후 후반기에 조금씩 나아지는 모습을 보였으나, 잠실야구장에서 롯데 자이언츠와 맞붙었던 2009년 9월 29일 준 플레이오프 1차전에서 무실점으로 3이닝을 호투하던 중 갑작스러운 어깨 통증으로 조기 강판당했고, 그 날 두산 베어스는 롯데 자이언츠에게 1차전을 내주었다. 진단 결과 극상근 손상 판정을 받아 포스트 시즌 전력에서 완전히 이탈하고 말았다. 플레이오프가 끝난 이후 이닝 소화 능력이 떨어진다는 이유로 두산 베어스가 재계약을 포기하면서 대한민국을 떠나게 되었다. 두산에서의 마지막이 좋지 않았지만, 그가 두산에 입단하여 2군에서 불펜 피칭을 했을 때 그를 지켜보았던 박종훈 당시 2군 감독은 니코스키를 두고 성격이 좋았다고 하였다.

### 넥센 히어로즈시절
두산 베어스를 떠난 이후 어깨 재활에 전념한 뒤, 2010년 6월 중순에는 일본 프로 야구 복귀를 타진하면서 대한민국으로 입국, 두산 2군 선수단과 이천 2군 훈련장에서 훈련을 함께하기도 했다. 도쿄 야쿠르트 스왈로스 입단이 무산되고 난 뒤, 선발 투수진 강화를 원한 넥센 히어로즈 김시진 감독의 부름을 받고 2010년 7월 25일 덕 클락의 대체 용병으로서 다시 계약하게 되어 9개월 만에 KBO 리그 무대에 복귀하게 되었다. 구원과 선발을 오가며 9경기에 등판했으나 기대 이하의 성적을 보여 재계약에 또 실패했다.

## 미국 야구계 복귀
2012년 7월 13일 뉴욕 메츠와 마이너 계약을 맺고 활동했지만 메이저 승격에는 실패했다. 동년 11월 3일 메이저 로스터에 들어가지 못하고 방출되었다.

## 은퇴 이후
은퇴 후 2013년부터 MLB닷컴의 직영 방송국인 MLB 네트워크에서 해설가로 활동 중이다.

## 참조
1. ↑  니코스키, 다음주 2군경기 첫 선…최승환 "레이어보다 낫다" - 조이뉴스24
2. ↑  '6이닝 1실점' 니코스키, 알쏭달쏭한 호투[깨진 링크(과거 내용 찾기)] - OSEN
3. ↑  3번의 기다림, 그리고 니코스키의 승리[깨진 링크(과거 내용 찾기)] - OSEN
4. ↑  '한화전 3연승' 니코스키, "수비진 도움 덕분"[깨진 링크(과거 내용 찾기)] - OSEN
5. ↑  니코스키, '비효율의 탈' 벗을 것인가[깨진 링크(과거 내용 찾기)] - OSEN
6. ↑  '호투' 니코스키, "PO에서 팀 위해 노력하겠다"[깨진 링크(과거 내용 찾기)] - OSEN
7. ↑  '재계약 불발' 니코스키, "한국에서의 추억, 잊지 못할 것"[깨진 링크(과거 내용 찾기)] - OSEN
8. ↑  '복귀' 원하던 니코스키의 우여곡절 - OSEN